# شترمرغ گردن‌سرخ
شترمرغ گردن‌سرخ (Struthio camelus camelus) یا شترمرغ شمال آفریقا یا شترمرغ بَربَری  زیرگونهٔ شاخص شترمرغ معمولی است که در شمال آفریقا و غرب آفریقا زندگی می‌کند. این زیرگونه بزرگ‌ترین میان همهٔ زیرگونه‌های شترمرغ است و از این رو، بزرگ‌ترین پرندهٔ زنده به‌شمار می‌آید.

## تاریخچه فرگشتی
در دههٔ ۱۹۹۰، بررسی‌های دی‌ان‌ای میتوکندریایی در ناحیهٔ کنترل ژنوم، نزدیکی ژنتیکی شترمرغ عربی با شترمرغ گردن‌سرخ را آشکار کرد.
در سال ۲۰۱۷، مؤسسه دیرین‌گیاه‌شناسی بیربال ساهنی اعلام کرد که شترمرغ‌های معمولی حدود ۲۵٬۰۰۰ سال پیش در هند می‌زیسته‌اند. تحلیل دی‌ان‌ای یازده پوستهٔ فسیل‌شدهٔ تخم شترمرغ از هشت پایگاه باستان‌شناسی در راجستان، گجرات و مادیا پرادش نشان داد که ۹۲٪ شباهت ژنتیکی با شترمرغ گردن‌سرخ دارند.

## ویژگی‌ها
شترمرغ گردن‌سرخ بزرگ‌ترین زیرگونهٔ S. camelus است و بلندی آن به حدود ۲٫۷۴ متر و وزنش به ۱۵۴ کیلوگرم می‌رسد. گردنش صورتی-سرخ است، پرهای نرها سیاه و سفید و پرهای ماده‌ها خاکستری‌رنگ‌اند.

## زیستگاه و پراکندگی
این زیرگونه پیش‌تر در گستره‌ای وسیع از اتیوپی و سودان در شرق تا موریتانی و سنگال در غرب و تا شمال مصر و مراکش پراکنده بود، اما اکنون در بیشتر این مناطق منقرض شده و فقط در شش کشور از هجده کشور پیشین حضور دارد. شترمرغ گردن‌سرخ در دشت‌های باز و گرم‌دشتهای ساحل صحرا دیده می‌شود.

## وضعیت حفاظتی
جمعیت این زیرگونه به‌شدت کاهش یافته و در فهرست کنوانسیون بین‌المللی تجارت گونه‌های جانوری و گیاهی وحشی در حال انقراض آمده است و در برخی منابع در زمرهٔ گونه‌های در بحران انقراض محسوب می‌شود. صندوق حفاظت از صحرای بزرگ آفریقا (SCF) پروژه‌هایی را برای نجات این زیرگونه و بازگرداندن آن به زیستگاه‌های پیشینش در صحرای بزرگ آفریقا و ساحل صحرا آغاز کرده است.

## برنامه‌های بازمعرفی

### آفریقا
شترمرغ گردن‌سرخ گسترده‌ترین زیرگونهٔ شترمرغ بوده و امروزه تنها در بخش‌هایی پراکنده از چاد، کامرون، جمهوری آفریقای مرکزی و سنگال زنده‌مانده است. در مراکش، شترمرغ‌ها از چاد وارد و در پارک ملی سوس-ماسا بازمعرفی شدند.
در تونس، این پرنده از سال ۱۸۸۷ منقرض شده بود. اما در سال ۲۰۱۴، پس از ۱۲۷ سال، شترمرغ گردن‌سرخ دوباره به پارک ملی دغومس بازگردانده شد و سپس به پارک ملی سیدی تویی و ذخیره‌گاه حیات وحش اورباته نیز انتقال یافت.
در کشورهایی مانند نیجر و نیجریه نیز پروژه‌های مشابهی برای احیای این پرنده در حال اجراست.

### آسیا
شترمرغ گردن‌سرخ نزدیک‌ترین خویشاوند شترمرغ عربی است که در آسیای غربی منقرض شده. در پی تأیید نزدیکی ژنتیکی این دو زیرگونه، برنامه‌هایی برای بازمعرفی شترمرغ گردن‌سرخ در زیستگاه‌های پیشین شترمرغ عربی آغاز شد.
در سال‌های ۱۹۸۸ تا ۱۹۸۹، شترمرغ‌هایی از سودان به عربستان سعودی منتقل شدند و در سال ۱۹۹۴ در منطقه حفاظت‌شده محازة الصید معرفی شدند. اکنون ۹۰ تا ۱۰۰ شترمرغ در آن منطقه زندگی می‌کنند. همچنین پیشنهاد شده تا در منطقه حفاظت‌شده الخنفة نیز بازمعرفی شوند.
در زیستگاه حیات وحش یوت‌واتا در اسرائیل نیز تعدادی شترمرغ گردن‌سرخ معرفی شدند که قرار بود در صحرای نگب آزاد شوند، اما این پروژه شکست خورد و پرندگان ناپدید شدند. احتمال می‌رود که به مصر رفته باشند. ادامهٔ این پروژه به تعویق افتاده ولی امکان ازسرگیری آن در آینده وجود دارد و همکاری اردن و مصر با اسرائیل در این زمینه مطرح شده است.

## در اسارت
شترمرغ‌های گردن‌سرخ در اسارت عمدتاً در باغ‌وحش‌های اروپا و خاورمیانه مانند باغ‌وحش هانوفر، باغ‌وحش هامبورگ و باغ‌وحش پیگنتون نگه‌داری و پرورش می‌یابند.